# Битва біля Пашендейла
Битва біля Пашендейла (англ. Battle of Passchendaele, фр. Bataille de Passchendaele), або Третя Іпрська битва (англ. Third Battle of Ypres), а також Третя битва у Фландрії (нім. Dritte Flandernschlacht) — одна з наймасштабніших спроб військ Антанти провести наступальну операцію на Західному фронті в Західній Фландрії в Бельгії за часів Першої світової війни.
У цілому битва становила серію поодиноких боїв та сутичок, що тривали з червня до листопада 1917 року на території Бельгії поблизу села Пашендейль, що знаходиться біля міста Іпр. Бойові дії розгорнулися за контроль над південним та східним кряжами навколишньої височини, що мала виключне стратегічне значення в цьому регіоні. Бої точилися також за опанування бельгійського залізничного вузла Руселаре, котрий відігравав важливу роль у системі забезпечення 4-ї німецької армії.

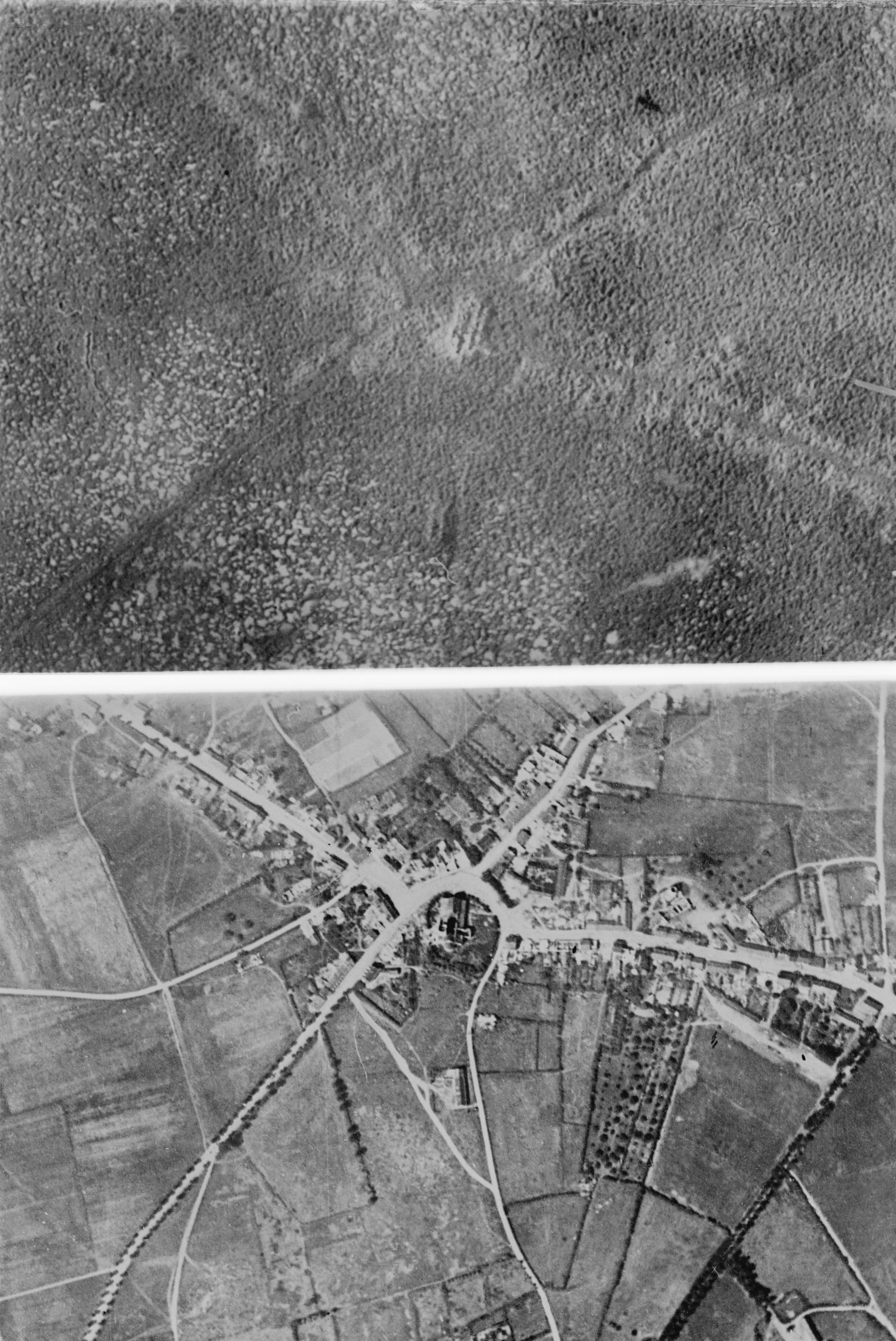
Аерофотознімок бельгійського селища Пашендейль до початку битви та після. 1917

Захоплення цього стратегічно важливого об'єкту мало стати першим кроком у реалізації амбіційного задуму з прориву союзних військ до залізничної гілки Торгаут-Кукеларе та виходом до Брюгге й далі до бельгійсько-голландського кордону. Надалі британсько-французьке керівництво замислювало ударом британського експедиційного корпусу поздовж узбережжя на Ньївпорт та висадкою морського десанту за планом операції «Хаш» відрізати основні сили німецьких військ біля Ла-Маншу, та в такій спосіб остаточно розгромити їх у Західній Фландрії. Одним з головних факторів запланованої операції було знищення баз німецьких підводних човнів на узбережжі Північного моря, та таким чином завдання серйозного удару по німецьких планах необмеженої підводної війни.
Запеклий опір 4-ї німецької армії, неймовірно погані погодні умови, дочасний прихід зими та розгром німецько-австрійськими військами італійської армії в битві при Капоретто (24 жовтня — 12 листопада), що у свою чергу вимагало перекидання частки резервів союзників на Італійський фронт, серйозно вплинули на результат наступальної операції союзних військ. Німцям вдалося утримати займані позиції, що на початку жовтня здавалося майже неймовірним. Єдиним здобутком битви стало опанування канадським корпусом знищеного вщент селища Пашендейль.
Битва біля Пашендейла стала символом неймовірних страждань солдатів у жахливих умовах траншейної війни. Бойові дії точилися під цілодобовим обстрілом артилерії з обох сторін, у болотистій місцевості, до того ж літо 1917 року видалося холодним і дощовим. Війська фактично «тонули в грязюці» Пашендейла. Союзники ціною сотень тисяч життів зуміли просунутися лише на декілька кілометрів і цілі битви не досягли. Водночас багато істориків підкреслюють важливу роль битви біля селища Пашендейль, оскільки вона удосконалила наступальну тактику союзників і дозволила врешті-решт завершити війну у 1918 році.

## Історія

### Передумови
У наслідок боїв у вересні-жовтні 1914 року, що отримали назву «Біг до моря», бельгійська армія відступила на захід свого королівства та насилу стримувала натиск німецьких військ на невеличкій ділянці протяжністю 35 км по правому берегу річки Ізер від Діксмейде до Ньївпора. На рубежі цієї річки союзні армії тримали позиційну оборону протягом тривалого часу. З 1914 до 1917 року невеличкий клаптик бельгійської землі став ареною запеклих битв та боїв між німецькими та об'єднаними бельгійськими, французькими й британськими військами. Однак, жодна зі сторін не змогла здобути будь-якої суттєвої переваги, попри колосальних жертв та витрачених сил і засобів.
Незначні за розмахом операції сталися протягом 1916 року на іпрському напрямку, коли німці намагалися зрізати так званий «Іпрський виступ» та відволікти частку ворожих сил від битви за Верден та згодом на річки Сомма.
З 15 по 29 листопада 1916 року в Шантійї пройшла зустріч начальника французького Генерального штабу армійського генерала Жозефа Жоффра з іншими головнокомандувачами союзних армій з приводу планів на наступний 1917 рік. Союзники домовилися здійснити одночасно наступ своїх армій на трьох головних театрах воєнних дій (Західному, Східному та Італійському) й остаточно розгромити війська Центральних держав.
Наступ Нівеля, на якому наполягав французький головнокомандувач, вщент провалився, прорвати фронт не вдалося, союзники зазнали важких втрат, а сам Нівель за провал операції був зміщений з поста головнокомандувача французької армії. Тому британське командування ухвалило рішення провести окрему наступальну операцію в районі Іпра й розпочало підготовку до масштабного наступу.
Після завершення другої битви за Іпр у квітні-травні 1915 року, лінія фронту навколо міста мало змінилася. Британці з бельгійцями продовжували утримувати власно місто Іпр, у той же час, німці окопалися по його периметру південніше на узвишшях у Месені та Віцчате, на сході по вершинах височини та в долині з північного боку виступу.
«Іпрський виступ» глибоко вдавався в оборонні позиції кайзерівської армії на півночі Західного фронту й утворював певні труднощі в організації оборони, але водночас німецька артилерія з висот, що панували навколо Іпра, вела постійний обстріл союзних військ у місті та поблизу нього.
Землі у західній Бельгії мають властивий низинний характер примор'я з невеликими височинами та взгір'ями. Максимальна висота Месенського узгір'я 80 метрів над рівнем моря. Навколишня місцевість переважно мала піщано-глиноземисті ґрунти, які розкисали у дощову погоду та перетворювалися у непролазні мочарі.
До середини 1917 року британці значно наростили систему залізниць, що поставляли важке озброєння, боєприпаси та майно на передову в районі Іпра. Вони розглядали різні варіанти проведення наступальної операції, зокрема оцінювали масоване застосування танків. У травні 1917 року генерал Гейґ затвердив задум операції з визначенням 7 червня, як день початку наступу в районі Месена. Після успішного завершення битви за Месіну, Гейґ визначив головні цілі проведення наступного етапу наступу — вимотування сил противника, захоплення бельгійського морського узбережжя з одночасною висадкою морського десанту в ході операції «Гаш» та в подальшому вихід до південних голландських кордонів.
21 червня Кабінет міністрів Великої Британії затвердив план операції.

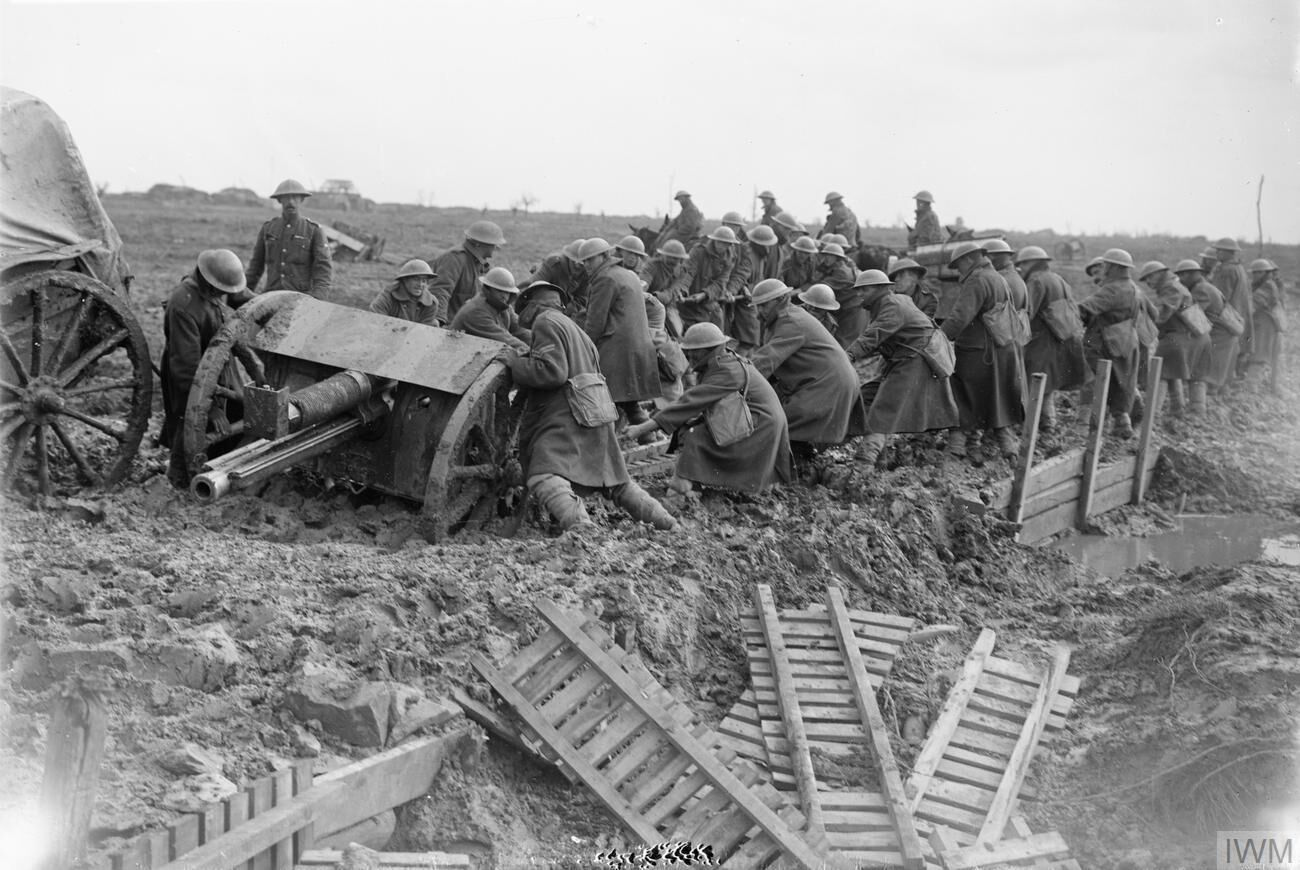
Британські солдати тягають по грязюці гармату Ordnance QF 18-pounder. 16 жовтня 1917

Німецька 4-та армія утримувала силами трьох армійських груп фронт 40 км. Група Діксмейде у складі 4-х піхотних дивізій переднього краю та двох ударних дивізій (нім. Eingreif Division) обороняла фронт завширшки 19 км. Група Іпр тримала оборонний рубіж 9,7 км від Пілкема до дороги Менін силами 3-х дивізій на передовій та 2-х ударних дивізій у глибині. Група Віцчате мала майже аналогічний фронт оборони й складалася з 3-х передових та 3-х ударних дивізій. На відстані 8 км від лінії зіткнення сторін дислокувалися ще 4 ударні дивізії кайзерівської армії, а в резерві (на віддалені 11 км) на позиціях дислокувалися 2 дивізії резерву командування. Додатково в армії була ще одна група — група Штаден, яка розміщувалася навколо штабу Гвардійського резервного корпусу.
Після поразки в битві за Месену, німецьке керівництво вжило певних заходів щодо посилення своєї оборони та значно наростило систему фортифікаційних споруд на всю глибину оборонних рубежів. Незважаючи на рекомендації вищого штабу, зокрема Еріха Людендорфа відступити на більш підготовлені в інженерному відношенні оборонні позиції лінії Гінденбурга, командування армією відмовилося від цього та запевнило, що підрозділи об'єднання втримають визначені рубежі та позиції.
7 червня 1917 року британська армія розпочала першу фазу наступальної операції з обмеженими цілями, що мали утворити перевагу на цьому напрямку дій. О 03:10 ранку у повітря піднялося 1 млн тонн вибухівки, що була закладена у 21 мінну шахту під позиції німецьких військ. Й хоча німці підозрювали про проведення противником такого роду операцій, британцям вдалося досягти тактичного сюрпризу. Атака піхоти, що послідкувала за вибухом, пройшла з меншими для англійської сторони втратами. Деякі експерти оцінювали її в 50 % від той, на яку зазвичай розраховували при проведенні штурму переднього краю противника. Німецькі солдати, деморалізовані цими вибухами, не змогли чинити гідного опору англійської піхоті, що наступала. В ході наступу британці захопили в полон 7 200 солдатів і 145 офіцерів, а також велику кількість кулеметів. Бої тривали до 14 червня й британському експедиційному корпусу вдалося відвоювати певний клаптик бельгійської землі, а головне вибити німців з пануючих висот на південному фасі «Іпрського виступу». Вдала операція значно поліпшила стратегічне положення британських військ перед головним наступом на Пашендейль.
Бої місцевого значення тривали протягом червня-липня, кожна зі сторін намагалася покращити своє вихідне положення та спричинити максимум втрат противникові. 13 липня німці, вперше в історії, застосували іприт (снаряди «жовтий хрест»), речовина, яка, потрапляючи на шкіру людини, завдавала серйозної шкоди. Іприт, випаровуючись, вражав дихальних шляхів, очей. Захворювання часто закінчувалися смертельним результатом. У наслідок атаки британці втратили 2 143 людини, з них 66 осіб померло. Втрати союзників від нового отруйної речовини у вісім разів перевищували втрати, завдані всіма іншими газами.

## Битва
За планом операції головний удар завдавався на фронті 4 км у напрямку Іпр, Пелькапель, Пашендейль силами 5-ї армії. Ударне угруповання, у складі 4 армійських корпусів (загалом 9 піхотних дивізій), на флангах допоміжні удари завдавали 2-га британська (три корпуси) та 1-ша французька армії (один корпус). Наступ британських військ підтримували 216 танків, близько 3 600 гармат, у тому числі більше ніж 1300 важких, й 750 літаків.

### Перша фаза
О 03:50 ранку 31 липня 1917 року британські війська перейшли в атаку за артилерійської підтримки на основних ділянках прориву німецької оборони. На північній ділянці наступу просування англійських військ XIV-го корпусу було успішним і він прорвався на відстань до 2 300 — 2 700 метрів вглиб ворожого оборонного рубежу. XVIII-й та XIX-й корпуси, що наступали в центрі бойового порядку й на початку прорвали німецькі позиції аж до глибини 3 700 метрів, коли реорганізовані підрозділи та резерви групи Іпр завдали контрудару у фланг британських військ і змусили їх відступити. Британські формування, втративши до 70 % живої сили відійшли назад.
10 серпня продовжив наступ II-й британський армійський корпус, проте німці швидко відреагували на атаку противника й змогли відбити майже всю територію, щойно опановану британцями.
З 16 по 18 серпня британці вели бої за село Лангемак. У наслідок затятого протистояння, ціною великих втрат селище врешті-решт було опановане. Проте, умови, в яких велися бойові дії були жахливими. Оскільки через часті артобстріли дренажні канали в цьому районі були зруйновані, вода затопила великі болотисті низовини, до того ж в цей час йшли сильні зливи. У сукупності все це перетворило район бойових дій у величезні суцільні площі багнища і кратери (від снарядів), заповнені водою. Щоб не загрузнути в грязюці солдатам доводилося мостити дерев'яні доріжки, однак часто солдати, навантажені різним спорядженням (до 45 кг), падали у твань або в кратери з водою, багато солдатів тонуло. Через постійні обстріли, від дерев лишилися тільки голі стовбури, без гілок і листя.
Подальші атаки британських військ, що тривали з 19 по 27 серпня з метою закріплення на захоплених рубежах, також не мали значного успіху. Маючи переваги у спостереженні за полем битви з пануючих височин, німецькі корегувальники своєчасно попереджали артилерію про маневр військ противника, а ті, у свою чергу, влучним вогнем з закритих вогневих позицій зривали усі спроби британців атакувати й призводили до великих втрат. Британцями широко застосовувалися в бою танки, які мали прорвати оборонні лінії німців, проте, неймовірно складні умови місцевості та погоди. Перенісши генеральний наступ, запланований на 25 серпня, на пізнішій термін, фельдмаршал Хейг вважав почати його з поліпшенням погодних умов, але у кінцевому рахунку був змушений взагалі скасувати його до окремої команди.

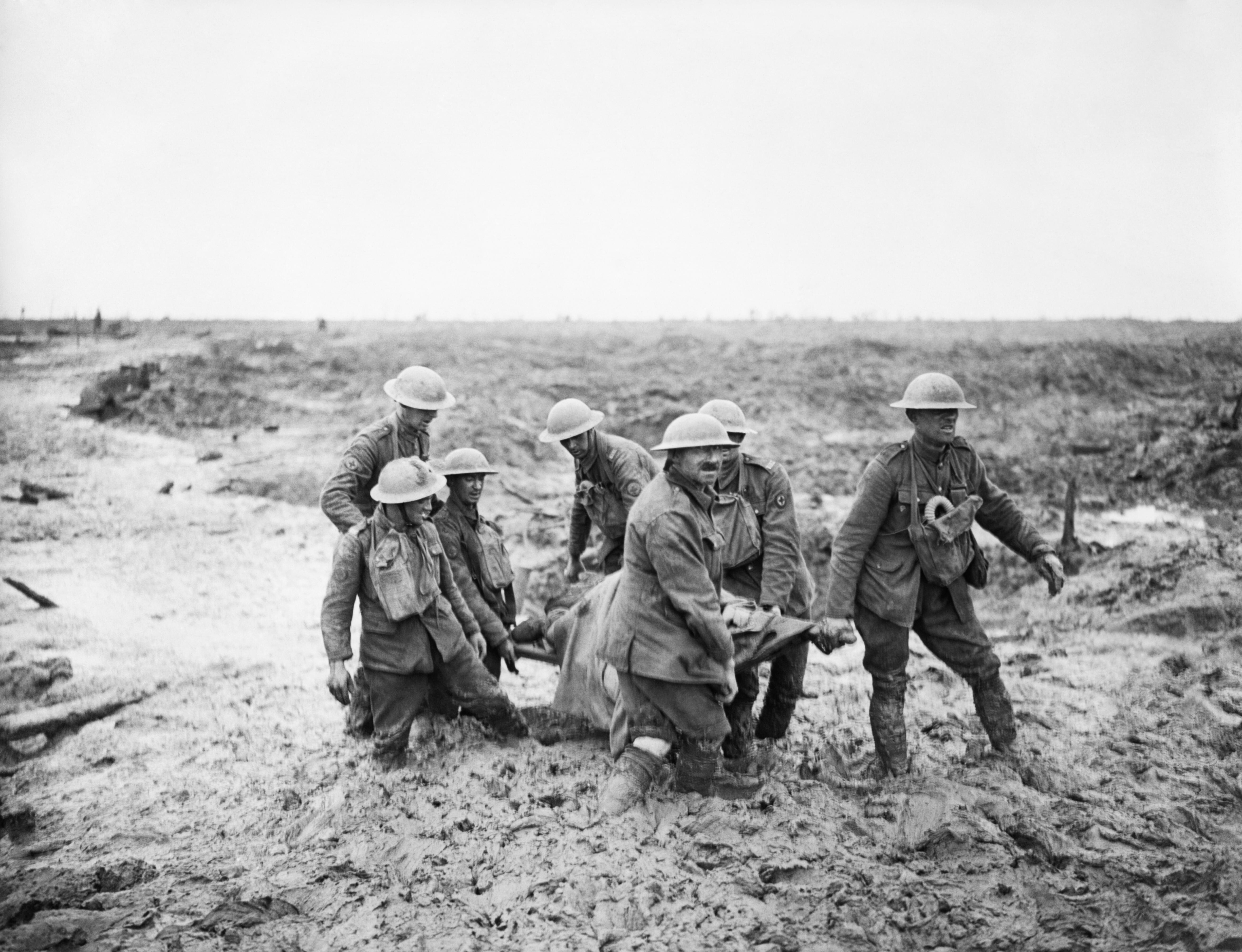
Англійські бійці виносять пораненого з поля бою. Серпень 1917

Відразу після початку битви британським військам зашкодила погода. Вперше за останні 30 років на Фландрію обрушились проливні дощі, які перетворили навколишні землі в непролазне болото. Танки застрягали в грязюці, не в змозі вирушити на вихідні рубежі для атаки. Піхотинці не могли просуватися в бойових порядках, втрачаючи темп та натиск атак і в'язнули в мочарах. Артилерійські підрозділи практично не могли переміщуватися за тими, хто наступав. Через складні метеорологічні умови авіація не була здатна підтримати тих, що наступав, з повітря.

### Друга фаза
Як наслідок, ніяких результативних наступальних дій не відбувалося аж до 16 серпня, доки погода трохи не розвиднилася й британці протягом 4 діб не спробували активно атакувати в битві біля Лангемарка. Проте, здобуті результати не коштували тих втрат, що були за них заплачені. Британський головнокомандувач фельдмаршал Хейг, незадоволений плодами битви, відсторонив генерала Г.Гофа від посади, а замість нього призначив більш виваженого генерала Г.Пламера. На відміну від Г.Гофа, що волів до активних та стрімких дій, Пламер був прибічником послідовного, але наполегливого просування вперед, тактики «вгризання» в оборону ворога з подальшим закріпленням на захоплених рубежах.
Незабаром підрозділи 4-ї німецької армії відбили майже усі здобуті британцями з 31 липня об'єкти, проте, через значні втрати живої сили від наземних боїв, атак з повітря, нескінчених бомбардувань артилерії та хвороб, їхні сили були суттєво підірвані й на подальші активні дії вони були не здатні.
Командувач британськими військами 2-ї армії генерал Г.Пламер волів продовжувати наступ і не припиняв спроб зламати ворожу оборону. Він зосередив максимум важкої та середньої артилерії на напрямки головного удару й реорганізував свої бойові порядки. Г.Пламер скоротив ділянки прориву, на яких сконцентрував більше ударних піхотних частин, і узгодив питання взаємодії між артилерією та ними в послідовності дій при прориві ешелонованої оборони німців. До того ж, він утворив потужні мобільні резерви, котрі мусили висуватися на флангах ударного угруповання, в готовності відбити спроби німецьких військ контратакувати.
Після запеклих боїв серпня місяця, дивізії першого ешелону кайзерівської армії перебували в жалюгідному стані. Батальйони першої лінії оборони потребували на негайну ротацію, але резервів у німців вкрай бракувало.

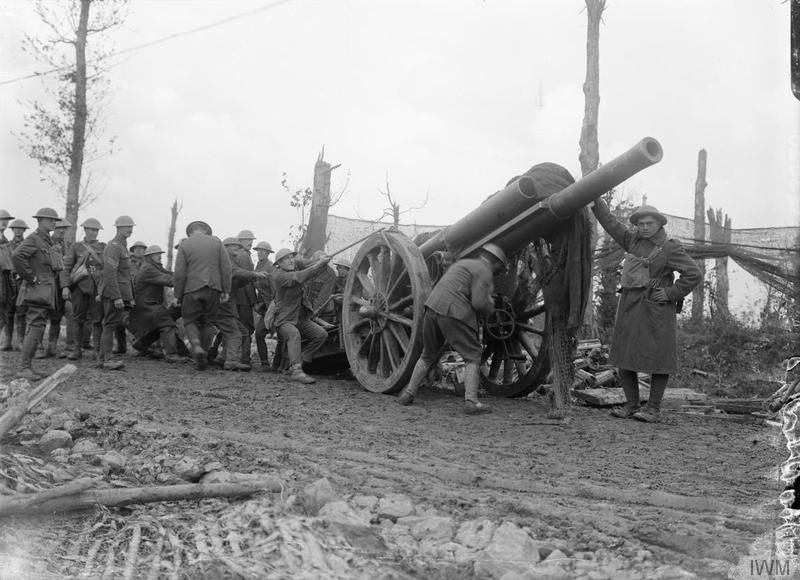
Британська витягується на вогневу позицію поблизу Іпра. 5 вересня 1917

20 вересня Г.Пламер розпочав чергову низку атак, які згодом отримали назву бойові дії за міст на дорозі Менін. З 26 вересня почалася битва за ліс Полігон, а 4 жовтня бої за Брудзейнде. Усі ці бої відбувалися на східному фланзі від Іпра.
Підбадьорений поступовим просуванням Г. Пламера, Хейг вирішив завдати ще одного удару в напрямку на гряду Пашендейле, твердо впевнений, що цей удар остаточно зламає хребет німецькій армії.
Запеклі сутички тривали у жовтні, й союзники були вже на грані успіху, коли зі Східного фронту німцями були перекинуті свіжі сили, які звели нанівець усі намагання британців прорватися.
Небажаючи миритися з поразкою у битві, яку сам затіяв, Хейг здійснив ще три спроби наступу на цьому напрямку. Лише 6 листопада канадські та англійські війська з превеликими труднощами опанували багатостраждальне невеличке селище Пашендейль. Тільки після цього, Хейг віддав наказ припинити наступ і перейти до оборони.

### Наслідки битви
Масштабна за задумом, але плачевна за здобутими результатами, битва обійшлася британській армії в колосальну ціну. Три з половиною місяці бойових дій у жахливих нелюдяних погодних умовах за опанування невеличкого клаптика землі з гористим узвишшям Пашендейль на глибину до 6 км вартувало великих людських жертв. Офіційний історик Великої Британії бригадний генерал Дж. Едмондс оцінював втрати армій британської корони в 244 897 осіб та припускав німецькі втрати в цифру близьку до 400 000. За іншими даними німецькі формування утримали свої позиції, втративши до 270 000 військовиків. Французькі війська втратили загиблими, пораненими та хворими близько 50 000 вояків. Деякі джерела стверджують, що британський експедиційний корпус втратив 310 000 військових, а противник — 260 000.

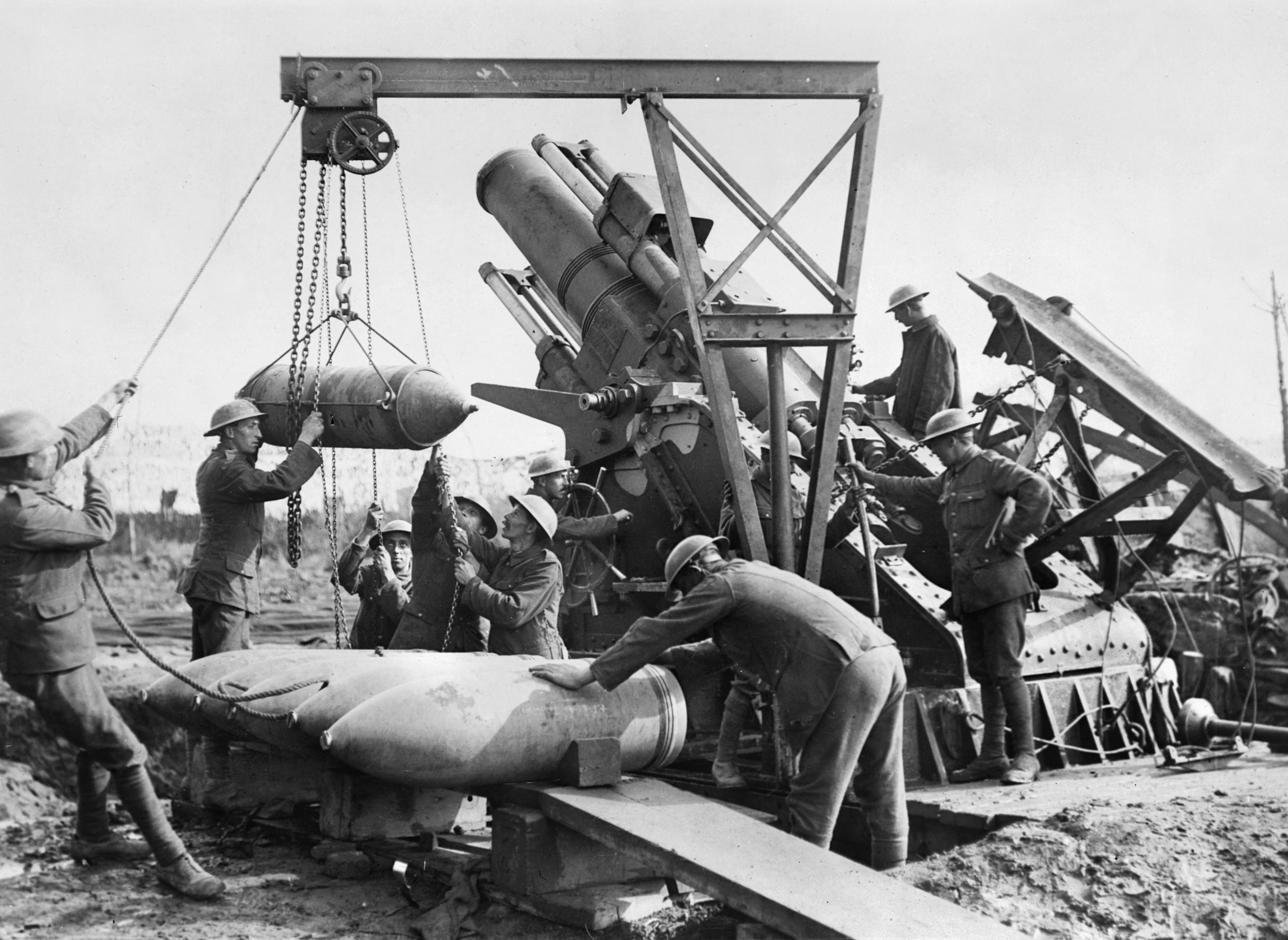
Королівська морська артилерія заряджає 381-мм гаубицю BL 15-inch. 5 жовтня 1917

Нікчемна наступальна операція ставилася в провину головнокомандувачу британськими силами фельдмаршалу Хейгу ще з 1917 року, який бездарно загубив життя тисяч англійських, австралійських, новозеландських та інших солдатів. Основні критики звинувачували його в тому, що він тупо продовжував продавлювати фронт оборони німців, не рахуючись з жертвами, й не проявив талант полководця. З іншого боку, ревнителі Хейга відстоювали його позицію, мотивуючи це тим, що ніхто літом 1917 року не міг передбачити жахливу погоду, що по-суті зірвала британський наступ біля Пашендейле. Більш того, вони вказують на те, що ця кривава битва на фоні колапсу Росії та підірваної нескінченою війною моралі Франції, армія якої була пронизана бунтівним настроєм, стала відчайдушною спробою вистояти на переломі війни. Багато німецьких істориків погоджується з тим, що бої на виснаження були скоріше на руку Англії та Франції, ніж Німеччині. Головним фактором було те, що ось-ось у війну вступали США з їх колосальними людськими та матеріальними ресурсами й союзникам потрібно було втриматися та завдати максимального збитку німцям.
Але, суперечки щодо цієї теми продовжуються і донині.